# Trattato di Prüm (2005)
Il trattato di Prüm è un accordo firmato a Prüm da alcuni paesi membri dell'Unione europea (Austria, Belgio,  Francia, Germania, Lussemburgo, Spagna e Paesi Bassi) il 27 maggio 2005.
Il trattato può essere visto come una sorta di cooperazione rafforzata, sebbene non sia stato utilizzato questo strumento per stipularlo, dato che il testo stesso dell'accordo indica che l'obiettivo è quello di farlo diventare parte dell'acquis comunitario.
La finalità del trattato è quella di aumentare le misure di coordinamento in materia di indagini giudiziarie e prevenzione dei reati.
Il principale settore in cui l'accordo interviene è quello dello scambio dei dati relativi al DNA dei condannati per reati sul territorio dei paesi aderenti. Questa norma, che non è prevista dal trattato di Schengen, amplia la quantità e la tipologia di informazioni che possono essere scambiate tra le forze di polizia.
L'accordo, tuttavia, non si limita solo a questo settore. Altri settori coperti sono lo scambio più approfondito di informazioni sui sospettati, sugli autoveicoli, e sulla falsificazione dei documenti. Inoltre è prevista la possibilità di creare squadre internazionali di polizia per pattugliare le zone frontaliere.
Il trattato si occupa anche dell'immigrazione clandestina, elencando una serie di disposizioni per facilitare l'identificazione e il rimpatrio delle persone senza permesso di soggiorno e per prevenire il fenomeno collaborando con i paesi di origine.
Il partito italiano Italia dei Valori e il governo Berlusconi IV ne hanno proposto la ratifica presso il Parlamento italiano. La legge 30 giugno 2009, n. 85 (pubblicata in Gazzetta Ufficiale 13 luglio 2009, n. 160) ha infine recepito il trattato.